# Liam Carpenter
Liam Daniel Carpenter (* 7. Februar 1996 in Chatham, Vereinigtes Königreich) ist ein ehemaliger englisch-deutscher Basketballspieler. Er betätigt sich als Influencer und Basketball-Fernsehexperte.

## Leben

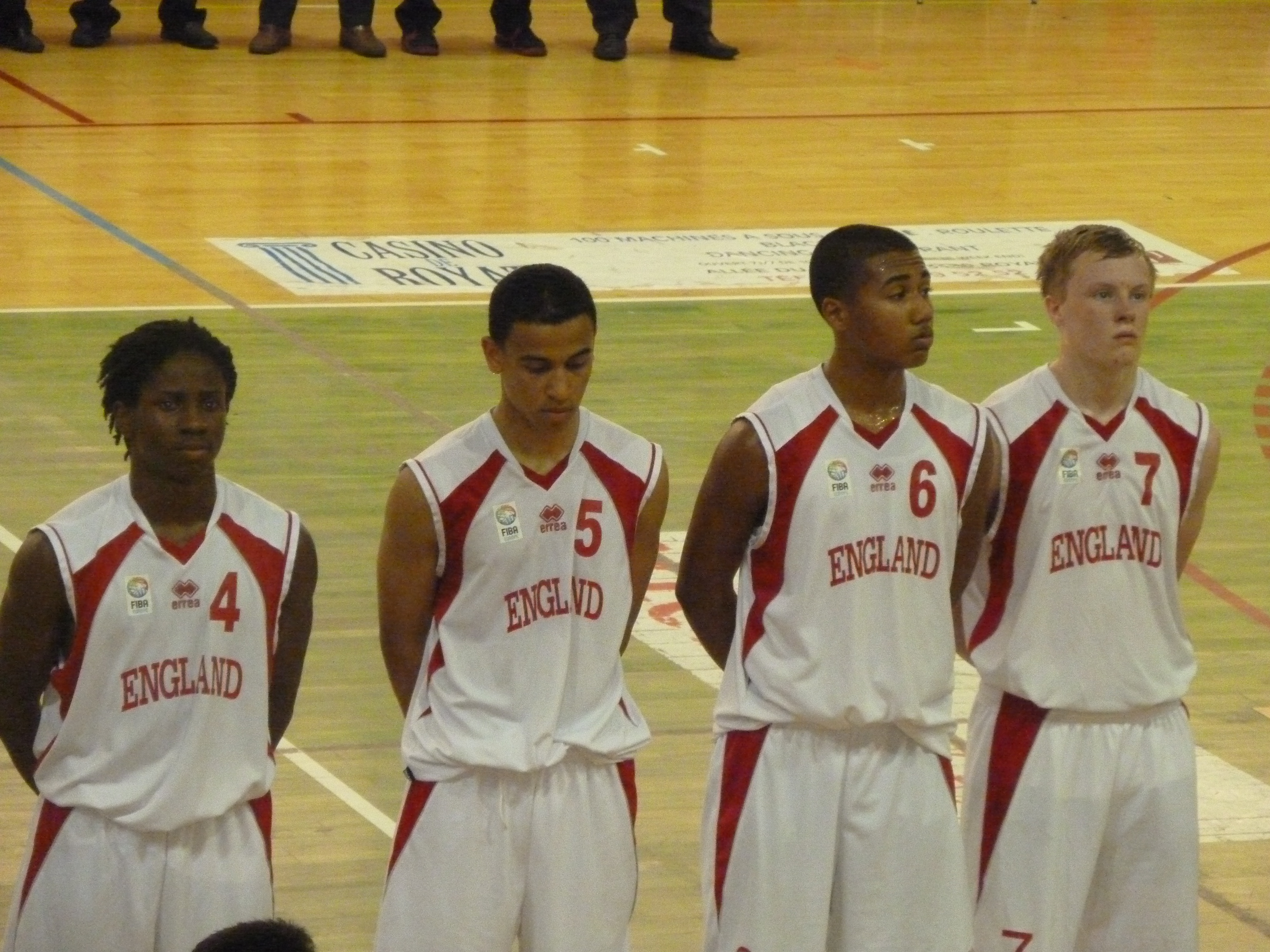
Carpenter (ganz rechts) als Teil der englischen U16-Basketballmannschaft (2012)

Der als Point Guard und Shooting Guard eingesetzte Carpenter spielte bei den Reading Rockets (Reading, England) und dem MTSV Schwabing, bevor er 2015 zu den Crailsheim Merlins in die Basketball-Bundesliga wechselte. Dort kam er bis 2020 auf zwölf Einsätze in der Bundesliga. Ab der Saison 2016/17 bis 2018/19 spielte der Verein in der 2. Basketball Bundesliga ProA. Zur Spielzeit 2020/21 wechselte er zum SSV Lokomotive Bernau in die drittklassige ProB. 2021/22 ging Carpenter in das Vereinigte Königreich zurück und schloss sich den Plymouth City Patriots an.
Seit 2021 ist Carpenter zudem auf YouTube, TikTok und Instagram aktiv. Mit kurzen Videos zum Thema deutsche Stereotypen (In Germany, we don't say...) erreicht er mehr als 2,2 Millionen Menschen auf TikTok (Stand Januar 2024) und betreibt dies mittlerweile hauptberuflich. In Deutschland heiratete Carpenter seine Frau Valérie. 2019 erwarb Carpenter außerdem die deutsche Staatsangehörigkeit. Im Jahr 2023 war er als Experte der Sendung ran NBA auf ProSieben Maxx tätig.
Carpenter lebt mit seiner Frau in Crailsheim.

## Filmografie
- 2025 Keine Scheidung ohne Leiche (Fernsehfilm)
- 2023 MaiThink X (Wissenschaftsshow)
- 2023 ran NBA (Co-Moderator)

## Auszeichnungen
- 2024: Nickelodeon Kids’ Choice Awards 2024 Lieblings-Social-Media-Newcomer*in